# Príncipe de Gran Pará
Príncipe de Gran Pará es un título imperial brasileño, pertenece solo a los miembros de la Familia Imperial de Brasil, creado durante el Primer Imperio, y que se concedió solo tres veces a lo largo de la historia. El título se refiere a la provincia más grande del antiguo Imperio de Brasil, el Gran Pará. Más que eso, sin embargo, el título simbolizaba la integridad del Imperio, que incluía en su totalidad el antiguo Estado de Brasil y el Estado de Maranhão, que después se llamaría el Estado de Gran Pará. Estaba reservado para el segundo en la línea de sucesión al trono.
A pesar de que comenzó a utilizarse desde la independencia, no se definió legalmente su uso hasta la Constitución brasileña de 1824. Era, entonces, la distinción que se otorga al hijo mayor y heredero del Príncipe imperial de Brasil, hasta que éste asuma el trono o muera. Esta disposición constitucional explica por qué el título fue usado tan a menudo.

## Historia
La primera persona en utilizarlo fue la princesa María de la Gloria, la hija mayor del emperador Pedro I. Hasta 1822 María de la Gloria tenía el título de princesa de Beira (como heredera de su padre el Príncipe Real del Reino Unido de Portugal, Brasil y Algarve, y así era segunda en la línea de sucesión al trono portugués), pero el 12 de octubre de 1822, después de la proclamación de la independencia brasileña, fue nombrada princesa imperial de Brasil, como heredera al trono del Imperio. Ella disfrutó de esta nueva condición hasta el 2 de diciembre de 1825, cuando su hermano menor nació, el futuro emperador Pedro II. A partir de entonces, María de la Gloria fue nombrada princesa de Gran Pará. Sin embargo, la princesa usó el título por un corto tiempo (seis meses), porque el día exacto cuando su padre abdicó al trono portugués a su favor tuvo que renunciar a todos los títulos y honores de Brasil para convertirse en reina de Portugal.

Informo a todos mis súbditos portugueses, por ser incompatible con los intereses del Imperio de Brasil, y el Reino de Portugal, que sigo siendo rey de Portugal, el Algarve y sus dominios de ultramar, yo sostengo que es bueno para mi oficio, y el libre albedrío, abdicar y ceder todos los indispensables e inherentes derechos que tengo a la corona de la monarquía portuguesa y la soberanía de estos reinos, en la persona de mi amada, querida y estimada hija la Princesa de Gran Pará María de la Gloria, para que ella, como Reina Regente, puede gobernar con independencia de este Imperio, y por la Constitución, que tuve el placer de promulgar, dar, y dar a jurar...

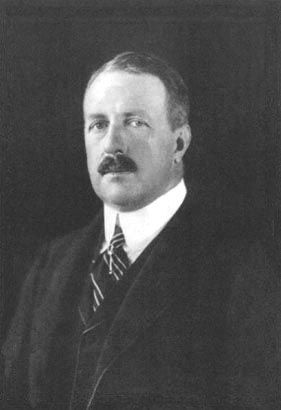
Pedro de Alcántara, hijo de la princesa Isabel.

Según la disposición constitucional no fue nombrado un nuevo príncipe de Gran Pará, ya que solo podría ser otorgado al hijo mayor del Príncipe Imperial (a pesar del precedente establecido por la concesión del título a la hermana mayor del príncipe Imperial); sin embargo, en ese momento, Pedro de Alcántara tenía tan solo seis meses de edad. De hecho, cuando tiene su primer hijo ya era emperador del Brasil, bajo el nombre de Pedro II, legando a su primer hijo Afonso Pedro el título de príncipe Imperial, quien murió siendo niño. Del mismo modo, su tercer hijo Pedro Afonso también murió niño, y su hija Isabel se convirtió, efectivamente, en la princesa imperial. 
Ya Isabel, cuando dio a luz a su hijo primogénito Pedro seguía siendo princesa imperial, por lo que el joven príncipe se convirtió en el Príncipe de Gran Pará. Esta situación se mantuvo sin cambios hasta el final del Imperio.

## Norma Constitucional de 1824
DE LA FAMILIA IMPERIAL Y SU DOTACIÓN
Artículo 105. El heredero presunto del Imperio tendrá el título de "príncipe imperial", y su hijo mayor el de "príncipe de Gran Pará" todos los demás tendrán el título de "príncipe". "El tratamiento del príncipe imperial y el de príncipe de Gran Pará será la de "alteza imperial"; los demás príncipes tendrán el tratamiento de "alteza".